# T
T o t (chiamata ti in italiano) è la diciottesima lettera dell'alfabeto italiano, la ventesima dell'alfabeto latino moderno. Tâw era l'ultima lettera dell'alfabeto semitico occidentale - e dell'alfabeto ebraico. Il valore sonoro del Taw semitico, della Tαυ (tau), e della T etrusca e latina era [t]. Il simbolo corrisponde inoltre alla lettera tau dell'alfabeto greco, alla te dell'alfabeto cirillico e a una consonante occlusiva alveolare sorda nell'alfabeto fonetico internazionale.

## Storia
| Taw fenicio | Tau greco | T etrusca | T latina  |
| ----------- | --------- | --------- | --------- |
| Taw         |           |           | Lettera T |

Nell'alfabeto fenicio era la ventiduesima e ultima lettera e aveva una forma a croce di Sant'Andrea; invece nell'alfabeto greco il taglio si era raddrizzato e spostato sino alla sommità dell'asta divenuta verticale. La semplicità della sua forma l'ha protetta quasi completamente da modificazioni profonde, tranne l'arrotondamento dell'estremità inferiore dell'asta, per facilitarne l'unione alla lettera seguente, e l'abbassamento del taglio, che talvolta nel corsivo viene intrecciato al basso dell'asta stessa rimasta diritta.

## Pronuncia

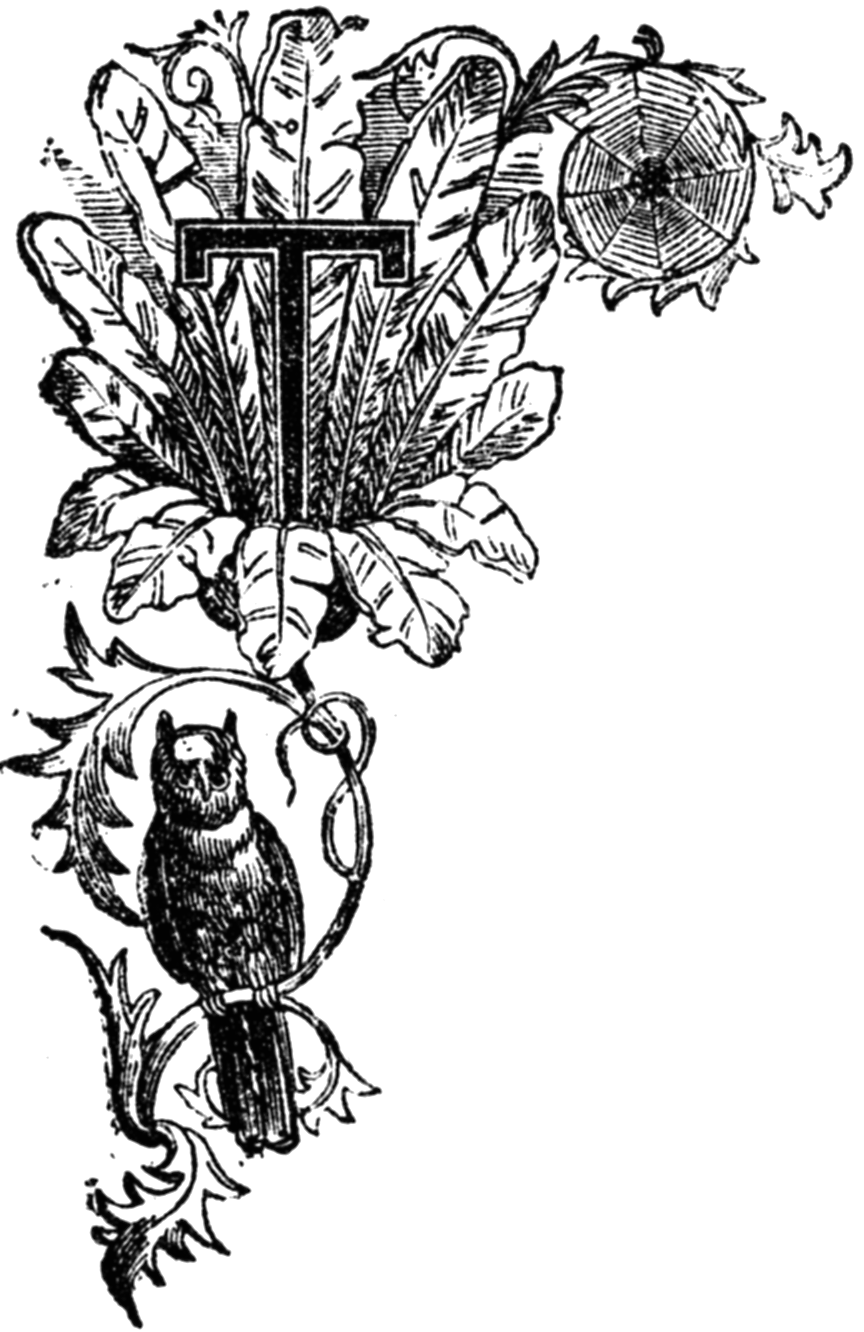
Esempio di capolettera

La t rappresenta l'occlusiva alveolare sorda, e in inglese una varietà molto vicina acusticamente, l'occlusiva alveolare sorda aspirata. In inglese quando è finale di parola, nella pronuncia tedesca settentrionale e nei dialetti toscani, l'esplosione è seguita da una leggera aspirazione [th]; e questa pronuncia è simile a quella del th nel sanscrito e in lingue indiane moderne, e a quella che aveva nel greco classico la θ (derivata dalla teth fenicia), passata poi nel greco moderno a segnare la fricativa dentale sorda. Quest'ultimo suono è una delle due pronunzie del digramma inglese th e quella del carattere Þ, proveniente dalle rune. Le lingue semitiche possiedono i due suoni: occlusivo alveolare e fricativo dentale; le lingue semitiche meridionali (arabo, etiope) hanno inoltre la cosiddetta t enfatica, che è una fricativa retroflessa sorda. La lingua siciliana possiede una t speciale, detta occlusiva retroflessa sorda, indicata nella scrittura con tr; essa è pronunciata appoggiando la parte anteriore della lingua contro gli alveoli e il palato anteriore, ed è la sorda del cosiddetto d cerebrale. Se la lingua è in posizione più ritratta si ha la t’ palatalizzata delle lingue slave e dell'ungherese (dove è scritta ty) che acusticamente è assai vicina al k’ palatalizzato. Attraverso una palatalizzazione simile, il ti + vocale del latino passò nel basso latino a z sorda e nelle lingue neolatine, variamente, a z, a s e financo a th interdentale.